# Verbandsliga 1927-1928
L'edizione 1927-28 della Verbandsliga vide la vittoria finale dell'Amburgo.
Capocannoniere del torneo fu Otto Harder (Amburgo), con 7 reti (in tre partite).

## Partecipanti
| Squadra                    | qualificata come                                                                          |
| VfB Königsberg             | Campione Nordostdeutscher                                                                 |
| Preußen Stettino           | Vicecampione Nordostdeutscher                                                             |
| Breslauer SC 08            | Campione Südostdeutscher                                                                  |
| Vereinigte Breslauer Spfr. | Vicecampione Südostdeutscher                                                              |
| Hertha Berlino             | Campione Berlin-Brandenburg                                                               |
| Tennis Borussia Berlino    | Vicecampione Berlin-Brandenburg                                                           |
| Hallescher FC Wacker       | Campione Mitteldeutscher                                                                  |
| Dresdner SC                | Vicecampione Mitteldeutscher                                                              |
| Amburgo                    | Campione Norddeutscher                                                                    |
| FC Holstein Kiel           | In rappresentanza delle squadre qualificate al secondo turno del campionato Norddeutscher |
| SpVgg Sülz 07              | Campione Westdeutscher                                                                    |
| Crefelder FC Preußen 1895  | Vicecampione Westdeutscher                                                                |
| Schalke 04                 | In rappresentanza delle squadre qualificate al terzo turno del campionato Westdeutscher   |
| Bayern Monaco              | Campione Süddeutscher                                                                     |
| SG Eintracht Francoforte   | Vicecampione Süddeutscher                                                                 |
| FC Wacker Monaco           | In rappresentanza delle squadre qualificate al terzo turno del campionato Süddeutscher    |

## Fase finale

### Ottavi di finale
| Amburgo | 4 – 2 | Schalke 04 |

| Hallescher FC Wacker | 0 – 3 | Bayern Monaco |

| SpVgg Sülz 07 | 3 – 1 | SG Eintracht Francoforte |

| Hertha Berlino | 7 – 0 | Vereinigte Breslauer Spfr. |

| Crefelder FC Preußen 1895 | 1 – 3 | Tennis Borussia Berlino |

| FC Wacker Monaco | 1 – 0 dts | Dresdner SC |

| Breslauer SC 08 | 2 – 3 | VfB Königsberg |

| Preußen Stettino | 1 – 4 | FC Holstein Kiel |

### Quarti di finale
| VfB Königsberg | 0 – 4 | Amburgo |

| Bayern Monaco | 5 – 2 | SpVgg Sülz 07 |

| FC Holstein Kiel | 0 – 4 | Hertha Berlino |

| Tennis Borussia Berlino | 1 – 4 | FC Wacker Monaco |

### Semifinali
| Amburgo | 8 – 2 | Bayern Monaco |

| Hertha Berlino | 2 – 1 | FC Wacker Monaco |

### Finale
| Amburgo | 5 – 2 | Hertha Berlino |

## Verdetti
- Amburgo SV campione della Repubblica di Weimar 1927-28.